# Ligne 24 (Infrabel)

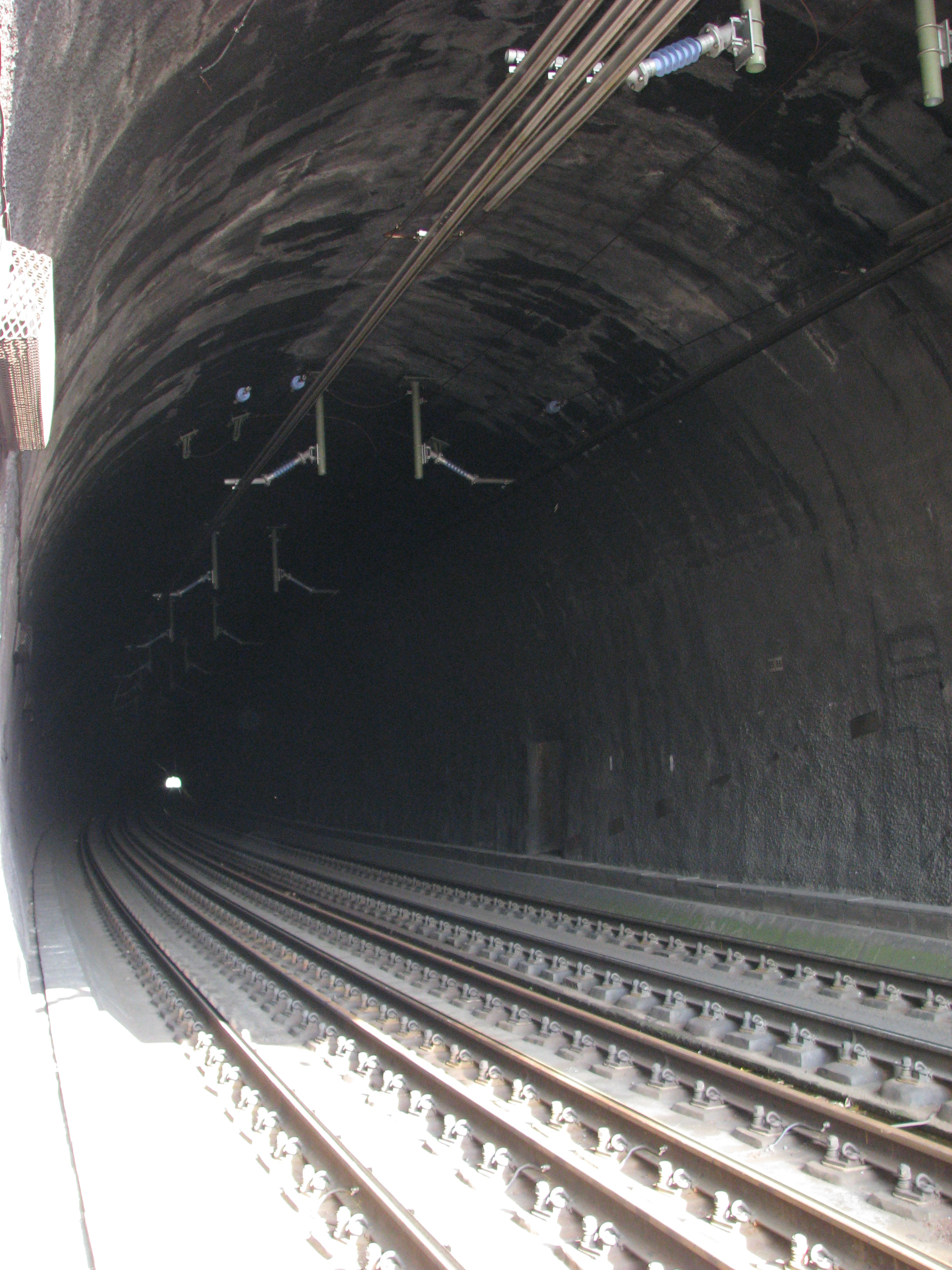
Vue intérieure du tunnel de Botzelaer montrant les trois voies

La ligne 24 est la ligne qui relie Tongres en Belgique à Aix-la-Chapelle en Allemagne. Elle se prolonge en Allemagne par la ligne 2552.

## Caractéristiques
Cette ligne est exploitée en circulation à droite de Montzen à la frontière allemande; elle est électrifiée en 3 kV continu (tension belge) jusqu'au viaduc de Moresnet et en 15 kV 16⅔ Hz (tension allemande) de ce viaduc à la frontière.
Cette ligne passe sous le Drielandenpunt au tunnel appelé en Belgique tunnel de Botzelaer et en Allemagne Gemmenicher Tunnel ; ce tunnel est équipé d'une voie centrale destinée aux trains dépassant le gabarit, voie qui ne peut pas être utilisée en même temps que les deux autres. Pour permettre le passage des trains électriques sur cette voie centrale, la caténaire de la voie vers Montzen (voie nord) est décalée vers le centre du tunnel.

## Exploitation
Cette ligne est aujourd'hui un itinéraire affecté au fret. Les trains de voyageurs passent plus au sud sur la ligne 37 et la LGV 3. Cependant, entre juillet et octobre 2021, des trains de voyageurs ont bien emprunté cette ligne entre Visé-Haut et Montzen, et ensuite la 39 entre Montzen et Welkenraedt. L'exploitation a assuré une liaison ferroviaire entre Welkenraedt et Liège pendant la remise en état de la ligne 37 à la suite d'importantes inondations.
Ce scénario s'est répété en août 2024 lorsque des travaux entre Verviers et Trooz ont coupé le trafic sur la ligne 37.